# Richard O’Cahan

Richard O’Cahan um 1733

Richard O’Cahan (auch Richard Kane, * 20. Dezember 1666 in Dunay, County Antrim, Nordirland; † 31. Dezember 1736 in Maó) war ein irisch-britischer Offizier und britischer Gouverneur von Menorca und Gibraltar.

## Leben
1680 nahm er an den Kämpfen zwischen Katholiken und Protestanten auf der Insel Irland teil. In den Spanischen Erbfolgekriegen auf den Schlachtfeldern Flanderns trat er als Lieutenant unter dem Befehl des Duke of Marlborough hervor. 1710 wurde er zum Colonel der British Army befördert. 1711 war er an der Expedition des Generals Jack Hill in der späteren Provinz Quebec (Kanada) beteiligt. Im April 1712 war er nach England zurückgekehrt und Colonel eines in Portsmouth stationierten Infanterieregiments.
Ende 1712 wurde er auf die Baleareninsel Menorca befohlen, die die Briten unter James Stanhope, 1. Earl Stanhope bereits 1708 besetzt hatten. Zusammen mit John Campbell, 2. Duke of Argyll, Generalbevollmächtigter der britischen Königin Anne, war es seine Aufgabe, die Verwaltung der Insel zu übernehmen. Durch den Friedensvertrag von Utrecht fiel 1713 Menorca an Großbritannien. Der Duke of Argyll wurde zum Gouverneur von Menorca ernannt. Nach wenigen Monaten Amtszeit übernahm er als Stellvertreter (Lieutenant-Governor) des inzwischen abwesenden Dukes das Kommando auf Menorca. 1716 wurde George Carpenter, 1. Baron Carpenter Gouverneur von Menorca. O’Cahan wurde von 1720 bis 1727 als Gouverneur von Gibraltar eingesetzt, um dieses vor dem drohenden Englisch-Spanischen Krieg auf die Verteidigung vorzubereiten. 1725 wurde er auch zum Colonel eines Linieninfanterieregiments, dem späteren 9th Regiment of Foot, ernannt. 1733 wurde er zum Gouverneur von Menorca ernannt. Am 18. Dezember 1735 wurde er zum Brigadier-General befördert.
Er verstarb am 31. Dezember 1736 in Maó und wurde in der Kapelle der Burg San Felipe bestattet.

## Werke
Ihm wurden zahlreiche Verbesserungen im Inselleben zugeschrieben, wie zum Beispiel die Vermarktung, Herstellung und der Handel mit Mahón-Menorca-Käse, denn der Abzug der Briten hatte ein Vakuum in der Wirtschaft der Insel hinterlassen. Er sorgte nicht nur für eine wachsende Bedeutung der Milch- und Käseproduktion auf Menorca, er reformierte auch Maße und Gewichte, führte neue Rinder- und Schafrassen ein, um durch neue Kreuzungen die Produktivität des einheimischen Viehbestands zu verbessern, ließ neue Weinberge anlegen, erweiterte den Obstanbau wesentlich und führte Verbesserungen zur Wasserversorgung und Forstwirtschaft auf Menorca ein.
S’Aljub, eines der bedeutenden militärischen Bauwerke aus den Jahren 1714–1715 von Richard O’Cahan, ist auch ein gewaltiges Wasserreservoir in Es Mercadal. Umgeben von Mauern im Stil der großen Wehrbauten ist es heute noch in Betrieb.
In den Archiven der Krone von Aragonien wird die Bedeutung Richard O’Cahans für die menorquinische Viehwirtschaft und den Handel mit Mahón-Käse belegt.

## Auszeichnungen
- Zum Gedenken wurden Straßen auf Menorca nach ihm benannt, wie der sogenannte Camí d’en Kane oder Kane’s Road, der die Burg San Felipe mit Ciutadella zwischen Maó und Es Mercadal verbindet.
- Eine Pflaumensorte trägt seinen Namen.
- In der City of Westminster wurde ein Ehrenmal errichtet.